# Francisco Montes de Oca y Saucedo
Francisco Montes de Oca y Saucedo (27 de janeiro de 1837 - 14 de março de 1885) foi um político, cirurgião e militar mexicano. Tinha a patente de General de Brigada Médico Cirujano.
Em 1882 tornou-se membro do parlamento e em 1884 senador.
Faleceu por pneumonia.